# Tim Morrissey
Tim Morrissey (Wollongong, 5 gennaio 1964) è un ex cestista australiano.

## Carriera
Con l'Australia ha disputato i Campionati del mondo del 1990.